# Hüseyin Avni Lifij
Hüseyin Avni Lifij (Laodicea Pontica, 1886 – Istanbul, 2 giugno 1927) è stato un pittore turco.

## Biografia
La sua famiglia emigrò a Kuban' durante la guerra russo-turca. Iniziò a studiare nel 1896, a Istanbul; mostrando particolare interesse per la musica e l'arte. Nel 1898, continuò gli studi presso il "Numakia-i Terakki Mektebi", una scuola privata dove imparò il francese. Tre anni dopo, ottenne una posizione presso il Dipartimento delle Ferrovie del "Ministero Ottomano dei Lavori Pubblici". Quando era in questa posizione, continuò sempre a studiare francese; inoltre, fece ulteriori studi presso una scuola di medicina, per imparare, in particolare, anatomia e chimica.
Nel 1906, incontrò l'architetto francese Henri Prost, amatore dei suoi dipinti, che gli propose di mostrare i suoi dipinti ad Osman Hamdi Bey, che rimase subito colpito grazie a questo gli propose di andare a Parigi.
Alla fine del 1908, lo chiamarono per andare a studiare presso l'Ecole des Beaux-Arts, dove ha conosciuto Fernand Cormon.
Dopo il suo ritorno a casa nel 1912, fu chiamato per lavorare come insegnante nella scuola di Istanbul.
Nel 1915, invece cominciò ad insegnare francese nelle scuole superiori per ragazze. L'anno successivo, partecipò alla prima esposizione Galatasaray, luogo molto importante per i futuri artisti. Nel 1918 presentò 18 dipinti su tela in una mostra a Vienna dedicata alle pitture ritraenti guerre.
Nel 1922, egli e sua moglie andarono a una conferenza dove vi erano gli insegnanti, e il presidente Atatürk.

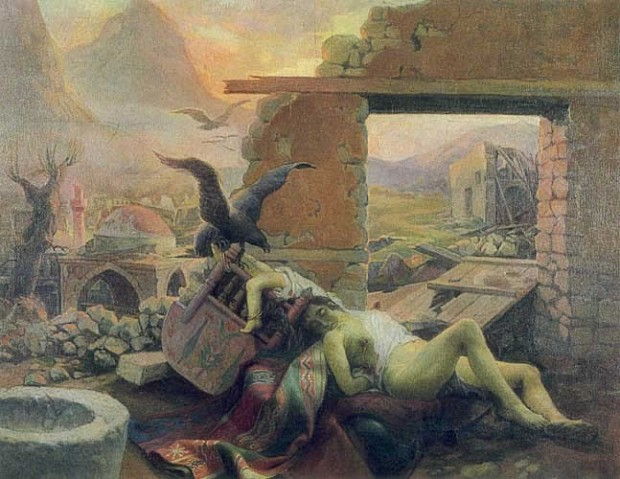
Giorno nero (1924) una scena avvenuta durante la Guerra d'indipendenza turca

Grazie quest'incontro furono invitati a trascorrere quattro mesi con il presidente ad Ankara, dove Lifij nonostante questo non si fermò a dipingere, uno di questi dipinti ebbe un ritratto di Fevzi Çakmak, e iniziò uno dei suoi dipinti più famosi, Karagün (Giorno nero).
Nel 1924 fu nominato professore presso il "Sanayi-i Nefise Mektebi" (Scuola di Belle Arti, ora parte della Mimar Sinan Fine Arts University), posizione che mantenne fino alla sua morte improvvisa, probabilmente per un infarto.